# Горбатый луциан
Горбатый луциан, или кочинский луциан (лат. Lutjanus gibbus) — вид лучепёрых рыб из семейства луциановых. Распространены в Индо-Тихоокеанской области. Максимальная длина тела 50 см.

## Описание
Тело веретенообразное, умеренно высокое, его высота укладывается 2,2—2,5 раз в стандартную длину тела. Рыло длинное и немного заострённое. Рот относительно небольшой. Верхний профиль головы немного скошен. Предглазничная кость широкая, её ширина намного превышает диаметр глаза. Предглазничные выемка и выпуклость хорошо развиты. Есть зубы на сошнике и нёбе; язык без зубов; на сошнике зубы расположены в форме полумесяца без срединного выступа. На первой жаберной дуге 25—30 жаберных тычинок, из них 15—20 на нижней части (включая рудиментарные). В спинном плавнике 10 жёстких и 13—14 мягких лучей. В анальном плавнике 3 жёстких и 8—9 мягких лучей. Задний край спинного и анального плавников заострённый. В грудных плавниках 16—17 мягких лучей, окончания плавников доходят до анального отверстия. Хвостовой плавник выемчатый с закруглённым краями лопастей. Над и под боковой линией ряды чешуй проходят косо к боковой линии.

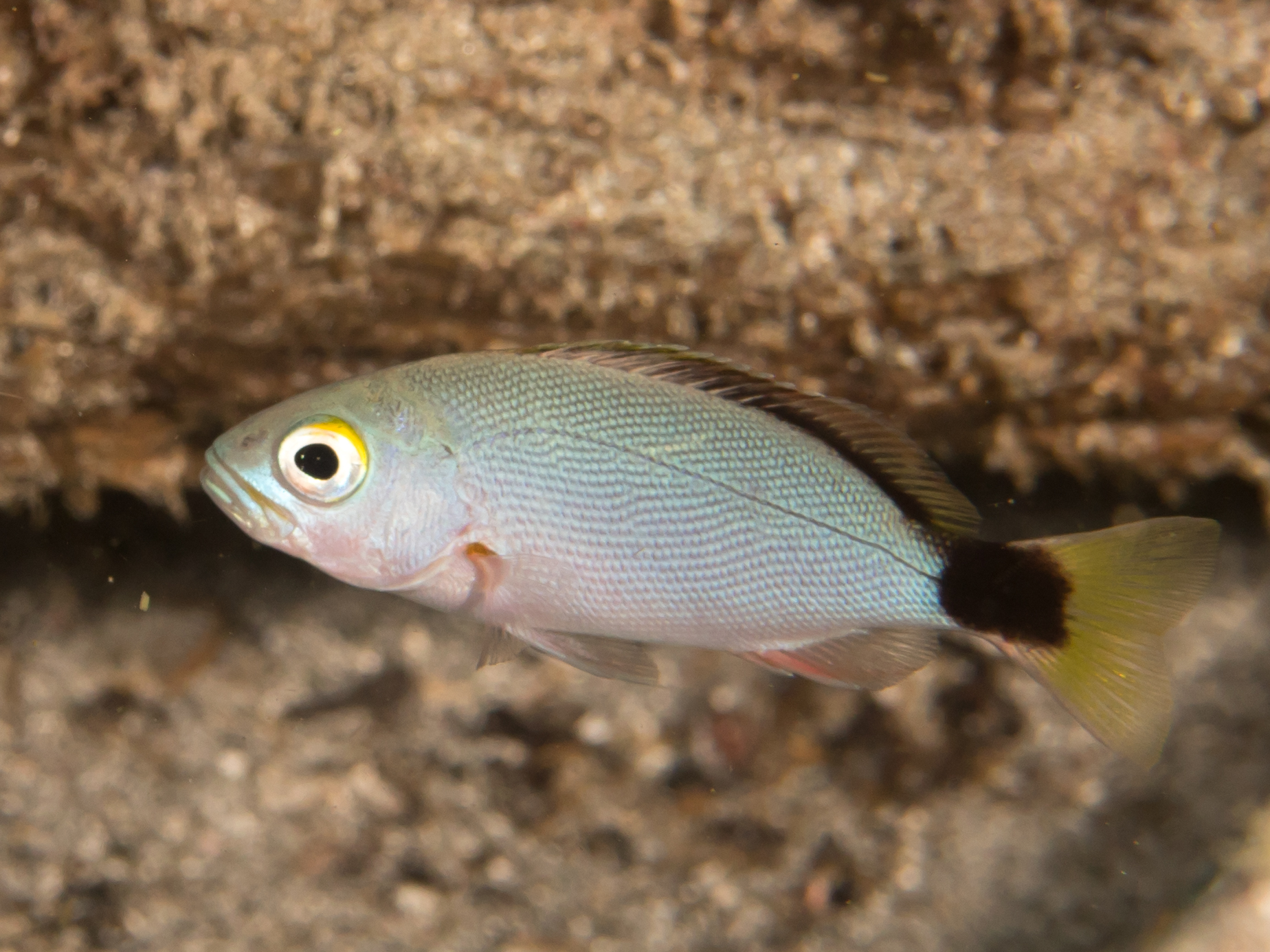
Молодь горбатого луциана

Общая окраска головы и тела красная или серая, темнее на спине и верхней части головы. Жаберные крышки и лучи грудных плавников с оранжевым оттенком. Плавники красные, тёмно-коричневые или даже черноватые. Мягкая часть спинного плавника, анального и хвостового плавников с узким белым краем. У молодых особей у основания хвостового плавника есть большое округлое чёрное пятно.
Максимальная длина тела 50 см, обычно до 45 см.

## Биология
Морские бентопелагические рыбы. Обитают преимущественно на коралловых рифах на глубине от 1 до 150 м. Иногда образуют большие скопления, почти неподвижны в дневное время или медленно перемещаются вдоль рифовых склонов. Питаются рыбами и различными беспозвоночными. В состав рациона входят креветки, крабы, омары, ротоногие, головоногие, иглокожие. Молодь встречается в зарослях морских водорослей над песчаными грунтами и среди кораллов в закрытых бухтах.
Впервые созревают при длине тела 30 см. У восточных берегов Африки нерестятся весной и летом.
У берегов Японии нерестятся с мая по октябрь. Максимальная продолжительность жизни самцов 21 год, а самок — 24 года.

## Ареал
Широко распространены в прибрежных водах Индо-Тихоокеанской области от восточного побережья Африки по всему Индийскому океану; в Тихом океане встречаются от юга Японии до Австралии и на восток до островов Общества и Лайн.

## Взаимодействие с человеком
Промысловая рыба на протяжении всего ареала. Ловят ярусами, ловушками и жаберными сетями. Реализуется в свежем виде. Отмечены случаи заболевания сигуатерой после употребления данного вида рыб.